# Ertholmene
Ertholmene este o arie protejată (arie specială de conservare — SAC, sit de importanță comunitară — SCI, arie de protecție specială avifaunistică — SPA) din Danemarca întinsă pe o suprafață de 1.256 ha, integral marine.

## Localizare
Centrul sitului Ertholmene este situat la coordonatele 0°N 0°E / 0°N 0°E.

## Înființare
Situl Ertholmene a fost declarat arie de protecție specială avifaunistică în mai 1983 pentru a proteja 5 specii de animale. Alte tipuri de protecție:
- sit de importanță comunitară (în august 2002)
- arie specială de conservare (în decembrie 2011)[1][3][4]

## Biodiversitate
Situată în ecoregiunile continentală și marină baltică, aria protejată conține 6 habitate naturale: Recifuri, Faleze cu vegetație de pe coastele atlantice și baltice, Pășuni atlantice udate de apa mării (Glauco-Puccinellietalia maritimae), Lacuri eutrofice naturale cu vegetație de tip Magnopotamion sau Hydrocharition, Pante stâncoase silicioase cu vegetație casmofită, Roci stâncoase cu vegetație pionieră de Sedo-Scleranthion sau Sedo albi-Veronicion dillenii.
La baza desemnării sitului se află mai multe specii protejate:
- păsări (4): alca (Alca torda), sfrâncioc roșiatic (Lanius collurio), gușă albastră (Luscinia svecica), Uria aalge
- mamifere (1): Halichoerus grypus